# جان ساکویچ
جان ساکویچ (به انگلیسی: Jon Sakovich) (زادهٔ ۲۶ ژوئن ۱۹۷۰) شناگر اهل گوآم ایالات متحده آمریکا است.